# オリーブの樹は呼んでいる
『オリーブの樹は呼んでいる』(スペイン語: El olivo)は、2016年のスペイン映画（ドラマ映画）。監督はイシアル・ボジャイン。脚本は『麦の穂をゆらす風』や『わたしは、ダニエル・ブレイク』などのポール・ラヴァーティ。ラヴァーティが読んだ新聞記事が製作のきっかけとなった。ボジャインとラヴァーティは1995年に結婚しており、共同で製作に携わった作品としては3作品目である。

## 評価
第89回アカデミー賞外国語映画賞にスペイン代表作品として出品されたが、ノミネートはされなかった。第4回フェロス賞ではアンナ・カスティーリョが主演女優賞にノミネートされた。第31回ゴヤ賞では助演男優賞（ハビエル・グティエレス）・新人女優賞（アンナ・カスティーリョ）・脚本賞（ポール・ラヴァーティ）・作曲賞（パスクアル・ガイーニュ）の4部門にノミネートされ、アンナ・カスティーリョが新人女優賞を受賞した。

## 出演

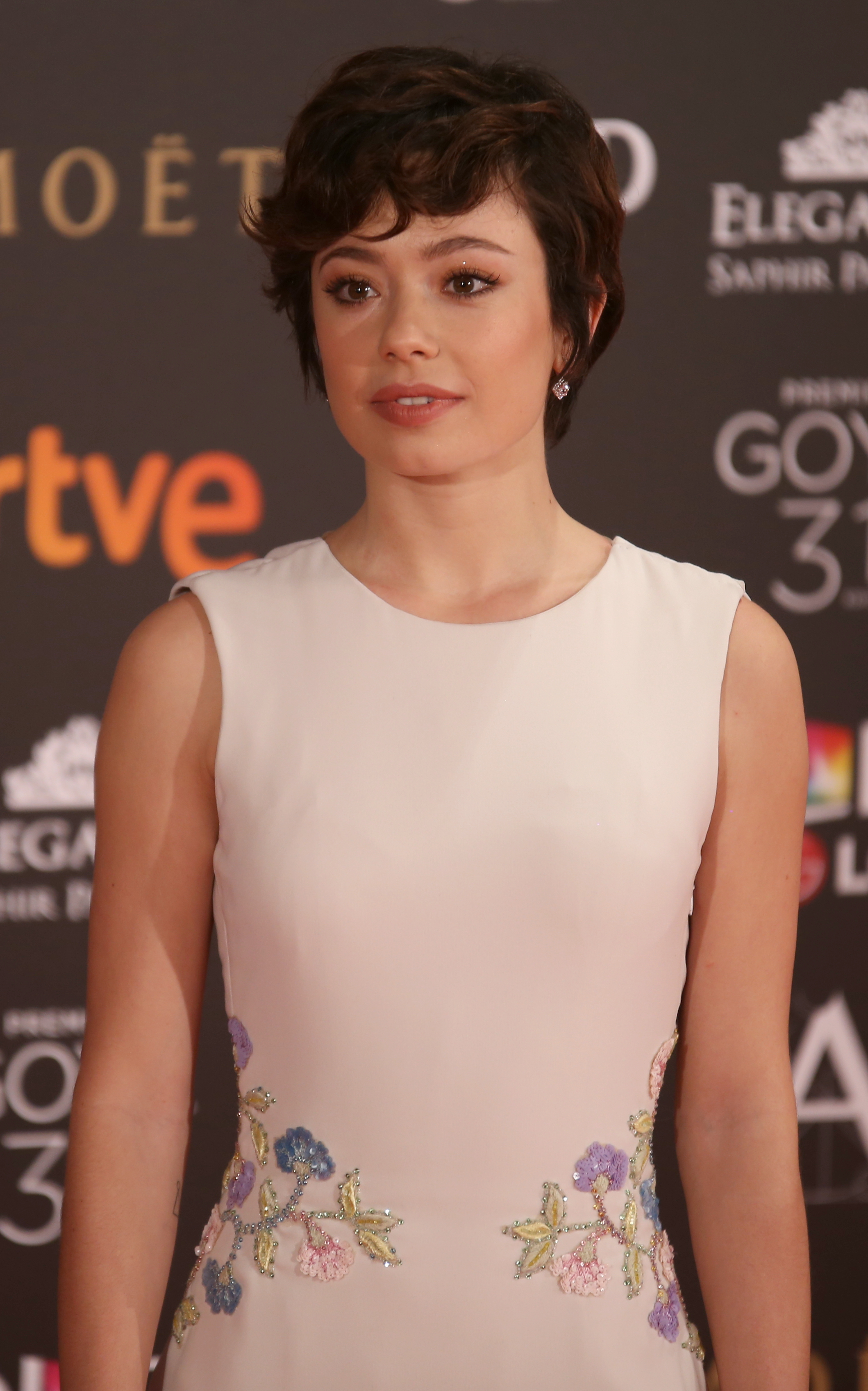
アンナ・カスティーリョ

- アンナ・カスティーリョ（スペイン語版） : アルマ役
- ハビエル・グティエレス : アーティチョーク役
- ペップ・アンブロス : ラファ役
- マヌエル・クカーラ : ラモン役
- ミゲル・アンヘル・アラドレン : ルイス役
- カルメ・プラ : バネッサ役

## 受賞とノミネート
| 賞                     | 部門       | 対象                   | 結果       |
| ---------------------- | ---------- | ---------------------- | ---------- |
| 第4回フェロス賞        | 主演女優賞 | アンナ・カスティーリョ | ノミネート |
| 第31回ゴヤ賞           | 助演男優賞 | ハビエル・グティエレス | ノミネート |
| 第31回ゴヤ賞           | 新人女優賞 | アンナ・カスティーリョ | 受賞       |
| 第31回ゴヤ賞           | 脚本賞     | ポール・ラヴァーティ   | ノミネート |
| 第31回ゴヤ賞           | 作曲賞     | パスクアル・ガイーニュ | ノミネート |
| ブリュッセル映画祭     | 観客賞     |                        | 受賞       |
| ラテンビート映画祭2016 | 観客賞     |                        | 受賞       |
| ラテンビート映画祭2016 | 主演女優賞 | アンナ・カスティーリョ | 受賞       |